# إغهزين
اغزين (بالألمانية: Eggesin) هي مدينة و بلدة ألمانية تقع في ألمانيا في Landkreis Vorpommern-Greifswald. يقدر عدد سكانها بـ 5,483 نسمة .

## المدن التوأمة
مدن إنيغرلوه و Złotów هي مدن توأمة لـاغزين.

## أعلام
- لودفيغ فون شرودر